# Majszczyna
Majszczyna (biał. Майшчына; ros. Майщина) – wieś na Białorusi, w obwodzie mohylewskim, w rejonie mohylewskim, w sielsowiecie Siemukaczy.